# Pablo Goloboff
Pablo Augusto Goloboff (n. 1962, Buenos Aires) es un investigador argentino, dedicado a la cladística y la biogeografía. Es Investigador Superior del CONICET en el Instituto Miguel Lillo de Tucumán, donde también ejerce como director. Es conocido por haber desarrollado el software TNT, ampliamente utilizado en el área de la cladística.

## Biografía
Pablo Goloboff nació en Buenos Aires y se graduó de biólogo en la Universidad de Buenos Aires. Luego se trasladó a Nueva York, Estados Unidos, donde obtuvo su doctorado en la Universidad de Cornell en 1994.
En 1994 regresa a Argentina e ingresa a la carrera de Investigador del CONICET, instalándose en el Instituto Miguel Lillo de la ciudad de San Miguel de Tucumán.
En 1998 comenzó a desarrollar el software Tree analysis using New Technology (TNT), junto a James Farris (Universidad de Cornell) y Kevin Nixon (Museo Americano de Historia Natural). Este programa permite construir árboles filogenéticos a partir de grandes matrices de datos de forma muy rápida mediante el método de máxima parsimonia. Las matrices de datos pueden corresponder a caracteres morfológicos, bioquímicos y/o moleculares. Los métodos implementados en TNT eran mucho más veloces que los que había disponibles hasta el momento en otros softwares como PAUP, por lo que fueron utilizados en proyectos muy grandes como uno de sistemática de plantas que involucraba a más de 500 especies.
En 2003 comenzó a distribuir el software en la comunidad científica, al que continuamente le agrega funcionalidades con los años, en especial en lo que respecto a algoritmos para grandes volúmenes de datos. Desde noviembre de 2007 TNT está subsidiado por la Willi Hennig Society, siendo gratuito su uso.
Actualmente es director del Instituto Lillo e Investigador del CONICET en categoría Principal.
En 2023 fue distinguido con el Premio Konex de Platino en la disciplina Ciencias de la Información e Inteligencia Artificial por su trabajo en la última década.

## Aportes
El trabajo de Goloboff se centra en aspectos metodológicos de la sistemática y taxonomía. En este sentido ha realizado importantes contribuciones al análisis de parsimonia, la ponderación de caracteres y el análisis de caracteres cuantitativos y morfométricos. Estas contribuciones han sido plasmadas en el software TNT, uno de los más usados actualmente en el área de los análisis por parsimonia. El trabajo donde se presenta TNT cuenta con más de 3300 citas.

## Publicaciones
Selección de publicaciones más citadasː
- Goloboff, P. A., Farris, J. S., & Nixon, K. C. (2008). TNT, a free program for phylogenetic analysis. Cladistics, 24(5), 774-786.
- Goloboff, P. A. (1993). Estimating character weights during tree search. Cladistics, 9(1), 83-91.
- Goloboff, P. A. (1993). NONA, Version 2.0.
- Goloboff, P., Farris, J., & Nixon, K. T. N. T. (2003). TNT: Tree Analysis Using New Technology. Program and documentation, available from the authors.
- Goloboff, P. A. (1999). Analyzing large data sets in reasonable times: solutions for composite optima. Cladistics, 15(4), 415-428.